# Famille Karali
La famille Karali est une famille d'artistes/écrivains français :
- Édouard Karali (né en 1940), dit Édika, auteur de bande dessinée[1] ;
- son frère Paul Karali (né en 1945), dit Carali, rédacteur en chef, chroniqueur, auteur de bande dessinée, époux d'Anne Liger-Belair (1945 - 2015), dite Gudule, écrivaine[2] ;
  - leur fils Frédéric Karali (né en 1965), décorateur dans le cinéma et propriétaire d'une boutique de matériel cinématographique ;
  - leur fils Olivier Karali (né en 1967), dit Olivier Ka, scénariste de bande dessinée et écrivain[3] ;
  - leur fille Mélanie Karali (née en 1977), dite Mélaka, maquettiste, autrice de bande dessinée[4], webmastrice, compagne de Renaud Scheidt (né en 1978), dit Reno, dessinateur de bande dessinée.

|                |                |                |                |                |                |             |             |                |                |                |                |                |                |             |             |                |                |                |                |                |                |                |                |                 |                 |                 |                 |                 |                 |
|                |                |                |                |                |                |             |             |                |                |                |                |                |                |             |             |                |                |                |                |                |                |                |                |                 |                 |                 |                 |                 |                 |
|                |                |                |                | Anne Duguël    | Anne Duguël    | Anne Duguël | Anne Duguël | Anne Duguël    | Anne Duguël    |                |                | Paul Karali    | Paul Karali    | Paul Karali | Paul Karali | Paul Karali    | Paul Karali    |                |                | Édouard Karali | Édouard Karali | Édouard Karali | Édouard Karali | Édouard Karali  | Édouard Karali  |                 |                 |                 |                 |
|                |                |                |                | Anne Duguël    | Anne Duguël    | Anne Duguël | Anne Duguël | Anne Duguël    | Anne Duguël    |                |                | Paul Karali    | Paul Karali    | Paul Karali | Paul Karali | Paul Karali    | Paul Karali    |                |                | Édouard Karali | Édouard Karali | Édouard Karali | Édouard Karali | Édouard Karali  | Édouard Karali  |                 |                 |                 |                 |
|                |                |                |                |                |                |             |             |                |                |                |                |                |                |             |             |                |                |                |                |                |                |                |                |                 |                 |                 |                 |                 |                 |
|                |                |                |                |                |                |             |             |                |                |                |                |                |                |             |             |                |                |                |                |                |                |                |                |                 |                 |                 |                 |                 |                 |
| Olivier Karali | Olivier Karali | Olivier Karali | Olivier Karali | Olivier Karali | Olivier Karali |             |             | Mélanie Karali | Mélanie Karali | Mélanie Karali | Mélanie Karali | Mélanie Karali | Mélanie Karali |             |             | Renaud Scheidt | Renaud Scheidt | Renaud Scheidt | Renaud Scheidt | Renaud Scheidt | Renaud Scheidt |                |                | Frédéric Karali | Frédéric Karali | Frédéric Karali | Frédéric Karali | Frédéric Karali | Frédéric Karali |
| Olivier Karali | Olivier Karali | Olivier Karali | Olivier Karali | Olivier Karali | Olivier Karali |             |             | Mélanie Karali | Mélanie Karali | Mélanie Karali | Mélanie Karali | Mélanie Karali | Mélanie Karali |             |             | Renaud Scheidt | Renaud Scheidt | Renaud Scheidt | Renaud Scheidt | Renaud Scheidt | Renaud Scheidt |                |                | Frédéric Karali | Frédéric Karali | Frédéric Karali | Frédéric Karali | Frédéric Karali | Frédéric Karali |